# Юничева, Рамина Рустамовна
Рами́на Руста́мовна Ю́ничева (; род. 7 апреля 1993) — казахстанская кёрлингистка.
В составе женской сборной Казахстана участница Зимней Универсиады 2017.

## Команды
| Сезон   | Четвёртый      | Третий           | Второй          | Первый           | Запасной                            | Турниры            |
| ------- | -------------- | ---------------- | --------------- | ---------------- | ----------------------------------- | ------------------ |
| 2016—17 | Рамина Юничева | Анастасия Сургай | Камила Баканова | Diana Torkina    | Ситора Аллиярова тренер: Виктор Ким | ТАЧ 2016 (7 место) |
| 2017    | Рамина Юничева | Анастасия Сургай | Камила Баканова | Ситора Аллиярова | Зарина Кахарова тренер: Ольга Тен   | ЗУ 2017 (10 место) |
| 2017    | Рамина Юничева | Анастасия Сургай | Камила Баканова | Diana Torkina    | Ситора Аллиярова тренер: Дэниел Ким | ЗАИ 2017 (4 место) |

(скипы выделены полужирным шрифтом)